# 登封城隍庙
登封城隍庙位于中华人民共和国河南省郑州市登封市，始建于明代初年，坐北面南，占地面积4600平方米。2016年3月至2018年5月维修大殿及东西廊房。
2013年3月5日公布为第七批全国重点文物保护单位。